# Jason Geria
Jason Geria (Canberra, 10 de mayo de 1993) es un futbolista australiano que juega como defensa en el Albirex Niigata de la J1 League.

## Selección nacional
Jugó para la selección de fútbol de Australia en 2016.

## Clubes
| Club                    | País      | Año       |
| ----------------------- | --------- | --------- |
| Melbourne Victory F. C. | Australia | 2013-2018 |
| JEF United Chiba        | Japón     | 2018-2020 |
| Perth Glory F. C.       | Australia | 2021      |
| Melbourne Victory F. C. | Australia | 2021-2025 |
| Albirex Niigata         | Japón     | 2025-     |

## Estadística de carrera

### Selección nacional
| Selección de fútbol de Australia | Selección de fútbol de Australia | Selección de fútbol de Australia |
| Año                              | Part.                            | Goles                            |
| -------------------------------- | -------------------------------- | -------------------------------- |
| 2016                             | 1                                | 0                                |
| 2024                             | 4                                | 0                                |
| 2025                             | 4                                | 0                                |
| Total                            | 9                                | 0                                |